# メリンダ・タンカード・リースト
メリンダ・タンカード・リースト（Melinda Tankard Reist、1963年9月23日 - ）は、オーストラリアの作家、講演者、ブロガー、メディアコメンテーター。自分自身を「女性と女児の庇護者」と称しており、「プロライフ・フェミニスト」であると主張している(pp84)。タンカード・リーストは、コレクティブ・シャウト（Collective Shout）の創設者である。この団体は、歌詞が女性蔑視的であるとしてタイラー・ザ・クリエイターのオーストラリアツアーを阻止するキャンペーンを行ったことや、複数のSteamゲームを削除させたことで最もよく知られている。

## 著作
- Tankard Reist, Melinda, ed. (2000), Giving sorrow words : women's stories of grief after abortion, Duffy & Snellgrove, ISBN 978-1-875989-67-6
- Tankard Reist, Melinda, ed. (2006), Defiant birth : women who resist medical eugenics, Spinifex Press, ISBN 978-1-74219-048-8[7]
- Tankard Reist, Melinda, ed. (2009), Getting real : challenging the sexualisation of girls, Spinifex Press, ISBN 978-1-876756-75-8
- Tankard Reist, Melinda; Bray, Abigail, eds. (2011), Big Porn Inc : exposing the harms of the global pornography industry, Spinifex Press, ISBN 978-1-876756-89-5
- Norma, Caroline; Tankard Reist, Melinda, eds. (2016), Prostitution narratives : stories of survival in the sex trade, Spinifex Press, ISBN 978-1-74219-986-3